# 大山駅 (沖縄県)
大山駅（おおやまえき）は、1922年（大正11年）3月28日から1945年（昭和20年）3月23日までの間、沖縄県宜野湾村（現・宜野湾市大山）にあった沖縄県営鉄道嘉手納線の駅（廃駅）である。

## 歴史
嘉手納線の途中駅として沖縄製糖宜野湾工場に隣接した場所に計画された。この工場は嘉手納線開業前年の1921年（大正10年）に閉鎖されてしまったが、駅は計画通りの場所に設置され開業した。当時の集落からは離れており住民にとって不便であったため、開業翌年の1923年（大正12年）2月26日、隣の大謝名駅との間に真志喜駅が新設されている。
1944年（昭和19年）10月10日の十・十空襲以降、嘉手納線は軍用列車のみの運行となり1945年（昭和20年）3月23日の運行が最後となった。当駅のホームと線路は沖縄戦終結後もしばらくの間そのまま残されていたが、やがて解体され事実上廃止となった。1983年（昭和58年）に付近の工事現場から客車の台車が出土し、宜野湾市立博物館に展示されている。

### 年表
- 1922年（大正11年）3月28日：嘉手納線の駅として開業。
- 1945年（昭和20年）3月23日ごろ：嘉手納線の運行が終了。旅客乗り入れ路線がなくなり事実上廃止。

## 駅構造
単式ホーム2面2線をもつ地上駅であり交換駅でもあった。嘉手納線内において行き違い施設があったのは当駅と城間駅のみである。貨物用の側線と蒸気機関車用の給水・給炭設備があった。

## 駅周辺
当時、駅の東側ではサトウキビの栽培が盛んであり、収穫物を運搬するためのトロッコ軌道が大山駅を中心として普天間、宜野湾、我如古方面にまで伸びていた。トロッコの貨車は長さが1.8メートルあり、馬の力で一度に1,500キログラムのサトウキビを運搬していた。また、駅前から普天間まで6人乗りの旅客馬車が運行されており、年始には普天満宮への参拝客で賑わいを見せた。

## 隣の駅
沖縄県営鉄道
■嘉手納線
真志喜駅 - 大山駅 - 北谷駅